# Huesker

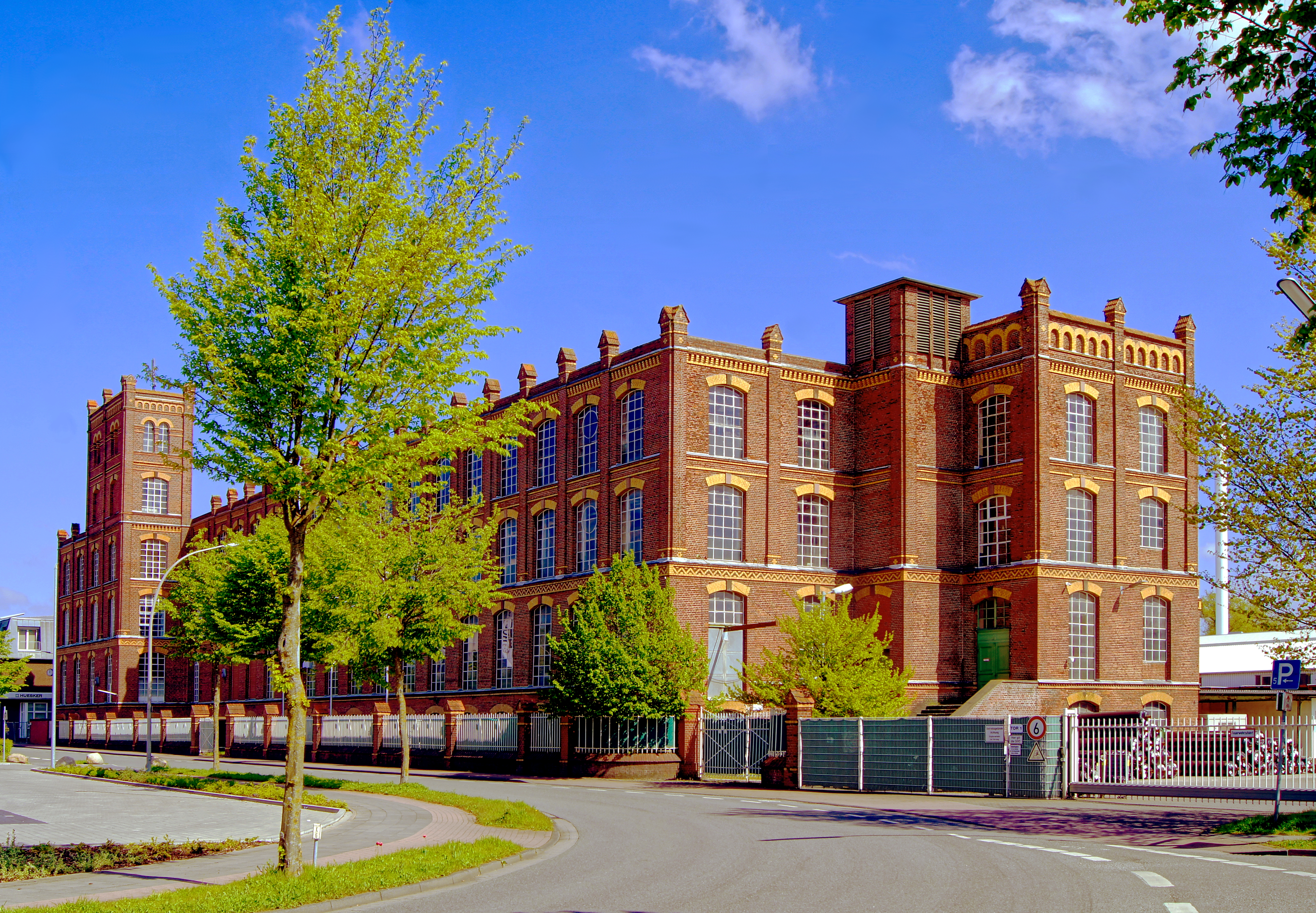
Huesker-Gebäude, Gescher

Die HUESKER Gruppe ist einer der weltweit führenden Hersteller von Geokunststoffen sowie Technischen Textilien und entwickelt, fertigt und vermarktet weltweit maßgeschneiderte Lösungen in den Bereichen Bauwirtschaft, Agrar und Industrie. Die Unternehmenszentrale befindet sich in Gescher.

## Geschichte
Das Unternehmen wurde 1861 unter dem Namen „H. & J. Huesker & Co.“ gegründet. In den 1950er und 1960er Jahren stellte die ursprüngliche Baumwollweberei ihre Produktion auf Produkte aus synthetischen Garnen und Kunststoffen um. Diese sogenannten Technischen Textilien fanden seinerzeit Anwendung im Wasserbau und sonstigem Tiefbau.
Mittlerweile umfassen die Anwendungsgebiete der Technischen Textilien von Huesker den Erd- und Grundbau, Straßen- und Verkehrswegebau, Wasserbau, Umwelttechnik sowie Industrie und Agrar.
Im Jahr 2007 hatte das Unternehmen einen Umsatz von mehr als 100 Mio. Euro jährlich erreicht.

## Tochtergesellschaften
Die erste Tochtergesellschaft, HUESKER Inc., wurde 1991 in den USA gegründet. Daraufhin expandierte das Unternehmen wie folgt:
- 1998→HUESKER Ltda., Brasilien
- 1998→HUESKER S.A., Spanien
- 2002→HUESKER srl., Italien
- 2003→HUESKER Ltd., UK
- 2003→HUESKER SAS, Frankreich
- 2013→HUESKER B.V., Niederlande
- 2013→OOO HUESKER, Russland
- 2015→HUESKER Asia Pacific Pte Ltd, Singapur
- 2017→HUESKER Australia Pty Ltd, Australien

## Sortiment
Das Produktprogramm der HUESKER Synthetic GmbH umfasst synthetische Gewebe, Geogitter, Verbundstoffe und Ton-Dichtungsbahnen. Neben diesem Standardprogramm entwickelt HUESKER Lösungen für unterschiedliche, bautechnische Anwendungen.

## Ehemaliges Fabrikgebäude
Das ehemalige Fabrikgebäude in der Fabrikstraße 13–15 in Gescher wurde von dem Schweizer Architekturbüro Sequin und Knobel aus Rüti ZH geplant und in den Jahren 1905 bis 1909 errichtet. Wegen seiner architektonischen Besonderheiten, seiner Bedeutung für die Industriegeschichte und seiner „Größe und Gestalt“, die es „zu einem dominanten, städtebaulichen Bezugspunkt im Stadtgefüge Geschers“ werden ließ, steht das Gebäude unter Denkmalschutz.